# Bojohagur Duanasir
Bojohagur Duanasir oder Bojohaghur I ist ein Gipfel im Batura Muztagh, einem Teilbereich des Karakorums.
Es ist der Westgipfel eines kurzen Kamms, dessen Höhepunkt der Ultar Sar ist. Er liegt ungefähr 10 km nordöstlich von Karimabad, einer Stadt am Karakorum Highway, in der autonomen Region Gilgit-Baltistan in Pakistan.

## Besteigungsgeschichte
Der Bojohagur Duanasir wurde 1984 von E. Kisa, M. Nagoshi und R. Okamoto den Mitgliedern einer durch Tsumeo Omae geführten japanischen Expedition, bestiegen.
Der Aufstieg zum Gipfel erfolgte vom Hasanabad-Gletscher über den Südwestkamm. Am 28. Juli erreichten drei Expeditionsteilnehmer den Gipfel. Fünf weitere folgten am 30. Juli auf den Gipfel.

## Nachbargipfel und Gletscher
Der Hauptgipfel des Massivs ist der östlich liegende Ultar Sar, welcher 1996 von einer japanischen Gruppe bestiegen wurde. Im Norden liegt der pyramidenförmige Shispare (7611 m) und entlang des Südwestkamm des Massivs befinden sich noch der Hunza Peak (6270 m) und die Felsnadel Bublimotin (Ladyfinger Peak). Die Gletscher, die die Hänge des Massivs entwässern, sind im Uhrzeigersinn von Norden beginnend: der Ghulkin-Gletscher, der Gulmit-Gletscher, der Ahmad-Abad-Gletscher, der Ultar-Gletscher und der Hasanabad-Gletscher. (Viele von diesen haben mehrere Namen.)